# Опсада Лакнауа
Опсада Лакнауа (енгл. Siege of Lucknow), британска победа током Индијског устанка 1857. године.

## Позадина
Лакнау је био престоница индијске краљевине Ауд, коју је 1856. анектирала Британска источноиндијска компанија, разбаштинивши локалну владарску породицу и знатан део локалне индијске властеле и војника у њиховој служби. Када је 10. маја 1857. почела побуна сепоја Бенгалске армије и за три недеље захватила већину британских домородачких јединица у северној Индији, у Луканау и околини је око 50.000 становника Ауда устало на оружје под вођством свргнуте краљице Ауда и локалних индијских великаша. У граду се налазио један британски батаљон (32. Краљевски пук) са око 500 војника и више мањих јединица под командом генерала сер Хенрија Лоренса. Након што је наоружао све британске грађане и службенике у граду, генерал Лоренс је располагао са око 1.500 наоружаних људи и 30-так топова. Не желећи да се ограничи на одбрану утврђене британске Резиденције (палате британског гувернера), генерал Лоренс је 30. јуна извршио испад из града са делом снага, али је одбијен са великим губицима и натеран да се повуче у Резиденцију, где је одмах опкољен од стране бројно надмоћних устаника.

## Опсада

### Положај и снаге
У то време Лукнау се налазио на јужној обали реке Гумти (која тече према југоистоку), и био је подељен широким каналом који је текао кроз град паралелно са реком на удаљености од око 3 миље и уливао се у њу око 1 миљу источно од града. Северно од канала на обали реке није било густо насељених улица, већ низ палата са вртовима и појединачне државне зграде. На ушћу канала у реку (на његовој јужној обали) налазио се дворац са парком по имену Дилкуша и школа по имену Ла Мартинијер. На северној страни канала налазио се дворац и врт Секендрабаг, а западно од њега касарне и војничке мензе. Западно од њих био је Моти Махал (Бисерни Дворац), који се налазио свега неколико стотина метара од Резиденције, седишта британског резидента (гувернера). Резиденција је била подигнута на јединој узвишици у околини и доминирала је градом. Састојала се од велике ограде са неколико двораца и кућа у њој. Јужно од ове линије зграда налазио се најгушће насељени део вароши, а око 2 миље ју̟жније парк и дворац Аламбаг.
Британски браниоци располагали су са око 1.200 наоружаних људи и 30 топова, са којима су запосели још недовршене шанчеве око Резиденције. У импровизованом утврђењу било је много цивила, жена и деце. Устаници су одмах заузели околне зграде и у њима се утврдили, постављајући топове на погодна места. Неки устанички положаји били су на свега 50 метара од британских утврђења, и са њих је око 8.000 устаничких стрелаца са 25 топова одржавало непрекидну паљбу. Под устаничком ватром британска утврђења су довршена за неколико дана, иако је генерал Лоренс убијен је већ 1. јула. После његове погибије команду је преузео генерал Џон Инглис.

### Напади устаника
Снаге опсађивача, које је чинило 5-6.000 обучених индијских војника (сепоја) и више хиљада наоружаних грађана и сељака, нарасле су на око 50.000 приливом устаника из града и околине. Први напад изведен је 20. јулаː устаници су запалили мину испод грудобрана, али она није нанела никакву штету. Одмах затим кренуле су на јуриш две устаничке колоне, док су на другим местима истовремено вршени демонстративни напади, али су одбијени ватром британске посаде. Нови напад извршен је 10. августаː устаничка мина отворила је широку брешу у земљаним бедемима, на коју је јурнула колона устаника, али је само мали број најодлучнијих стигао до бреше, где је уништен бочном ватром. Бочни напади недисциплинованих устаничких маса лако су одбијени ручним бомбама и пушчаном ватром. Трећа мина експлодирала је 18. августа и начинила нову брешу, али је устанички напад био слабији од претходног и лако је заустављен. Последња експлозија и јуриш изведен је 5. септембра, али је и он лако одбијен. Од тада до доласка британских појачања, опсада се претворила у просту блокаду подржавану пушчаном и артиљеријском ватром.

### Први британски пробој (20. септембра)
Британско појачање јачине око 5.000 бораца под командом генерала Хенрија Хевлока стигло је из Канпура 20. септембра. На вести да Резиденција може пасти сваког часа, Хевлок се пробио кроз најгушће насељени део града, претрпевши тешке губитке од бранилаца који су бранили барикаде на улицама и пуцали кроз пушкарнице из кућа.

### Други британски пробој (15. новембра)
Сер Колин Кембел стигао је из Канпура 13. новембра са око 2.000 европских и 1.000 сикских пешака, 350 европских и 600 сикских коњаника, 18 топова коњичке артиљерије, 4 опсадна топа и 300 морнара са тешким бродским топовима, укупно око 5.000 бораца од чега 3.000 Европљана. Користећи се искуством генерала Хевлока, Кембел је најпре заузео Аламбаг на јужном ободу града, а затим повео своје трупе источним ободом града, рушећи артиљеријом поједина устаничка упоришта. Неутврђена палата Дилкуша је освојена 15. новембра после врло слабог отпора и брзог повлачења устаника, а суседни Мартинијер заузет је без борбе, чиме су Британци запосели јужну обалу канала. Устанички противнапад одбијен је са тешким губицима, а 16. новембра Британци су прешли канал и напали дворац Секандрабаг, који је био утврђен ровом и каменом оградом са пушкарницама. Након сат времена бомбардовања, дворац је освојен на јуриш и убијено је око 2.000 опседнутих бранилаца. Сутрадан, 17. новембра, британска артиљерија је до 15 часова бомбардовала касарне и војничку мензу, групу зграда ограђену земљаним бедемом и стрмим ровом ширине 12 стопа, које је затим пешадја заузела на јуриш, док је Моти Махал након једночасовног бомбардовања освојен пре сумрака, чиме је успостављена веза са посадом Резиденције.
Проценивши да са својом малобројном војском не може заузет град који је још увек бранило 50-100.000 устаника, Кембел је успешно евакуисао опседнуте из Резиденције у Канпур, док је мала посада под командом генерала Утрама остала у Аламбагу.